# Gare de Namikawa
Pour les articles homonymes, voir Namikawa.
La gare de Namikawa (並河駅, Namikawa-eki) est une gare ferroviaire située à Kameoka, dans la préfecture de Kyoto au Japon, située sur la ligne Sagano. La gare est exploitée par la compagnie JR West. Elle porte le nom du secteur et de l'ancien village de Namikawa, qui se trouve tout près.

## Situation ferroviaire
La gare de Namikawa est située au point kilométrique (PK) 23,4 de la ligne principale San'in (appelée à cet endroit ligne Sagano). Elle se trouve dans le deuxième bloc du quartier Tsuchida (土田) du secteur Ōi (ja) (大井町) de la ville de Kameoka. Il ne se situe pas dans le quartier éponyme de Namikawa (並河), qui est en fait de l'autre côté des voies, mais était situé dans ce quartier jusqu'au déplacement de la gare en 1989.

## Histoire
La gare de Namikawa est ouverte dans le village d'Ōi (ja) (大井村) du district de Minamikuwada le 20 juillet 1935 entre les gares de Kameoka et de Yagi, par la société gouvernementale des chemins de fer japonais sur la ligne principale San'in, en même temps que la gare de Chiyokawa. Il ne prend alors en charge que les passagers venant des gares entre celles de Kyoto et de Fukuchiyama, ainsi que ceux venant de la gare d'Osaka. Le 15 octobre 1949, la distance utilisée pour mesurer l'intervalle entre les gares de Namikawa et de Chiyokawa est réduite de 2.3 à 2,0 kilomètres. Le 1er novembre de la même année, la prise en charge des bagages commence à la gare de Namikawa et les restrictions sur les gares d'origine des passagers sont levées. Le service de prise en charge des bagages est supprimé le 1er décembre 1971 et la gare de Namikawa devient une gare sans personnel,,. Le 1er avril 1987, dû à la privatisation des chemins de fer nationaux, la gare est désormais prise en charge par JR West, puis le 13 mars 1988, après le début de l'assignation de surnoms aux sections de ligne, elle est assignée à la nouvelle « ligne Sagano ». 
Le 5 mars 1989, la gare de Namikawa est déplacée de 200 mètres en aval vers la gare de Chiyokawa. La gare est étendue, passant d'une gare à un quai et une voie à une gare à deux quais et deux voies et redevient une gare avec des employés,. Pendant qu'elle était encore une gare à voie unique, même certains trains du service local passaient la gare sans s'arrêter. Le site de l'ancienne gare et son bâtiment voyageurs sont préservés et plus tard transformés en parc. Le 1er novembre 1992, le service de guichet Midori no Madoguchi (ja) entre en fonction à la gare de Namikawa. Des portilons automatiques sont installés dans la gare le 8 décembre 1998. À partir du 1er novembre 2003, les cartes à puce du service ICOCA sont utilisables à la gare de Namikawa. Le 6 septembre 2009, la section de la ligne Sagano entre les gares de Namikawa et de Yagi est rouverte à double voie, suivi de la section entre les gares de Kameoka et de Namikawa le 1er novembre de la même année, les installations d'aiguillage sont démantelées. Le 17 octobre de la même année, un ascenseur avait été installé pour permettre d'accéder aux quais. Le 17 mars 2018, un système de numérotage des stations de la ligne Sagano est introduit et le code « JR-E12 » y est assigné,. Le service de guichet Midori no Madoguchi est supprimé le 31 octobre 2024.

## Service des voyageurs

### Accueil
La gare dispose d'un bâtiment voyageurs construit au niveau du sol à l'ouest des voies, derrière le quai 2. Les deux voies, au niveau du sol aussi, sont flanquées d'un quai latéral de chaque côté. Un passage surrélevé permet d'accéder au quai 1. Des ascenseurs permettent de monter sur le passage et de descendre sur les quais. On trouve des guichets automatiques acceptant la carte ICOCA ainsi qu'un portillon permettant d'accéder aux quais. Un passage surrélevé permet d'accéder aux quais. Les guichets sont ouverts de 5h00 à 23h50. Les employés ne sont pas présents du premier train jusqu'à 6h30, de 12h00 à 12h40, de 13h40 à 15h30, de 17h10 à 17h30, de 20h00 à 21h00 et de 22h00 à 23h00. On trouve aussi des toilettes publiques et un défibrillateur.
À l'ouest du bâtiment voyageurs face à la route préfectorale 402 (ja) se trouve un rond-point permettant l'embarquement dans des voitures et un quai d'embarquement pour les taxis. Au nord du rond-point se trouve un petit poste de police. Le quai d'embarquement pour les autobus se trouve dans le rond-point, du côté ouest. Un passage souterrain appelé « passage souterrain Creative Namikawa » (並河クリエーティブ地下通路) permet de passer à l'est des voies.

### Desserte
La gare comprend deux quais de part et d'autre des voies, dont les deux voies sont disposées de la façon suivante :
- Ligne Sagano
  - Quai 1
    - voie 1 : direction Kameoka et Kyoto

  - Quai 2
    - voie 2 : direction Sonobe et Fukuchiyama

Jusqu'au changement à double voie en 2009, le quai 2 du côté du bâtiment voyageurs servait de quai principal pour tous les trains entrants et sortants, tandis que le quai 1 était utilisé pour les trains passants sans s'arrêter.

### Gares adjacentes
| «       |  | Service                       |  | »         |
| ------- |  | ----------------------------- |  | --------- |
| Kameoka |  | Ligne Sagano (service rapide) |  | Chiyokawa |
| Kameoka |  | Ligne Sagano (service local)  |  | Chiyokawa |

### Intermodalité
Les autobus du service d'autobus municipal Kameoka Furusato Bus (ja) (亀岡市ふるさとバス) desservent la gare, à l'arrêt « JR Gare de Namikawa » (並河駅). Les lignes qui s'arrêtent sont la F51 et la F52.

## Dans les environs
200 mètres au sud de la gare, le long des voies du côté est, se trouve le parc de l'histoire du chemin de fer de Namikawa (並河駅鉄道歴史公園), le site de l'ancienne gare de Namikawa, où sont exposées une locomotive JNR classe DD51 (en) et une locomotive de Shinkansen série 0.

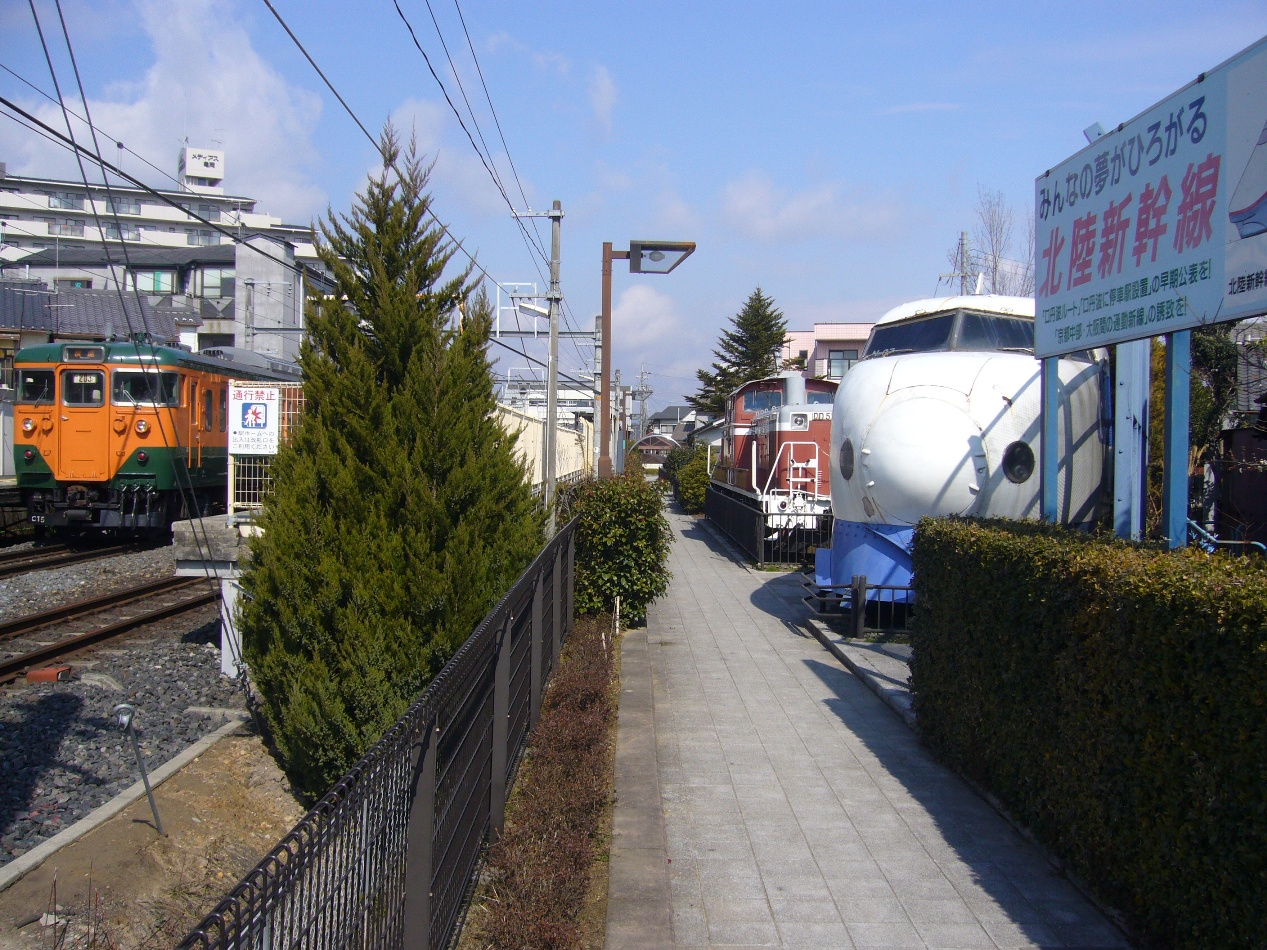
Le parc aux deux locomotives.

Parmi d'autres lieux proches sont la piscine du centre sportif de Kameoka, le sanctuaire shinto Hiedano-jinja (稗田野神社), le temple bouddhiste Anao-ji (ja), le sanctuaire shinto Ōi-jinja (ja) (大井神社), le temple bouddhiste Sainen-ji (西念寺), le sanctuaire shinto Ten'nō-jinja (天皇神社), le collège municipal Taisei (ja) (亀岡市立大成中学校), l'école primaire municipale d'Ōi (亀岡市立大井小学校), l'autoroute Kyoto Jūkan (en), la route nationale 9 (en) et la succursale d'Ōi de la bibliothèque municipale de Kameoka.